# Elmer Keith
Elmer Keith (* 8. März 1899 in Missouri; † 12. Februar 1984) war ein US-amerikanischer Waffenexperte, Sachbuchautor und Schriftsteller. Er gilt als Initiator der Entwicklung von Magnum-Patronen.

## Leben
Keith wurde in Missouri geboren und ist in Montana, Idaho und Oregon aufgewachsen. Er war passionierter Jäger und jagte, als die Jagd mit Faustfeuerwaffen populär wurde, mittelgroßes Wild mit einem Double-Action Revolver von Smith & Wesson. Zu dieser Zeit, als Faustfeuerwaffen entweder langsame schwere (z. B. .45 Colt) oder schnelle leichte Geschosse (z. B. 7,63 × 25) verschossen, versuchte er, die Leistungsfähigkeit von Faustfeuerwaffenmunition zu erhöhen.

## Wirken
Das erste erfolgreiche Ergebnis seiner Bestrebungen war die .357 Magnum. Sie entstand aus handgeladenen .38 Special mit erheblich gesteigerter Leistung, die die höhere Qualität der Revolver des frühen 20. Jahrhunderts gegenüber denen des späten 19. Jahrhunderts voll ausnutzten. Die .357 Magnum war ab 1935 verfügbar und fand schnell bei Behörden und privaten Nutzern Verbreitung. Die .357 Magnum hatte eine etwas längere Hülse als die .38 Special, war aber ansonsten identisch, so dass für .357 Magnum ausgelegte Revolver die .38 verschießen können, aber umgekehrt die .357 nicht in 38er Revolver passt, die dem höheren Gasdruck unter Umständen nicht standhalten würden.
Die Entwicklung der Patrone .44 Magnum verlief etwa in gleicher Weise. Keith ging von der Patrone .44 Special aus und lud sie mit stärkeren Ladungen und schwereren Geschossen. Die daraus hervorgegangene .44 Magnum kam 1955 auf den Markt. Sie erwies sich als ausgezeichnet für die Jagd geeignet und war bis zum Erscheinen der .454 Casull die stärkste Patrone für Faustfeuerwaffen. Die .44 Magnum ist bis heute wesentlich weiter verbreitet als stärkere Magnum- und Supermagnumpatronen. Einerseits sind die Kosten für Waffen und Munition vergleichsweise moderat, andererseits schränkt der teils deutlich höhere Rückstoß und das höhere Waffengewicht die Praxistauglichkeit der Waffen für stärkere Patronen ein.
Die Patrone .41 Magnum kam 1963 heraus und war ein Versuch, eine Patrone zu etablieren, deren Leistung zwischen der .357 Magnum und .44 Magnum lag. So war die .357 Magnum durchaus zur Jagd geeignet, erforderte aber einen präzisen Schuss, während die .44 Magnum zwar ausreichend Leistung bot, aber bereits einen recht heftigen Rückstoß erzeugte. Die 41. Magnum sollte einen Kompromiss bieten. Sie war an die eingestellte .41 Long Colt angelehnt, erhielt aber im Unterschied zu den .357 Magnum und .44 Magnum eine eigens entwickelte Hülse und verwendete ein Geschoss mit einem Diameter von .410, während die Vorgänger .41 Colt und .38-40 Geschossdiameter von .400 verwendeten. Die .41 Magnum erreichte ähnliche Mündungsgeschwindigkeiten wie die .357 und .44 Magnum. Die Patrone erlangte jedoch bei weitem nicht die Verbreitung der .357 und .44 Magnum. Die meisten Behördenkunden, für die die .41 Magnum ursprünglich gedacht war, erachteten die .357 Magnum als ausreichend, während Jäger den Rückstoß der .44 Magnum angesichts ihrer Leistung in Kauf nahmen.

## Weitere Entwicklungen
Keith entwickelte auch einige Geschosstypen, die bis heute verwendet werden und Keith-Style-Geschosse genannt werden. Die Geschosse wurden von der Form des Semi-Wadcutter-Geschosses abgeleitet, hatten aber vergrößerte, ausgewölbte Frontflächen, was das außerhalb der Hülse liegende Volumen des Geschosses vergrößerte, wodurch mehr Volumen für die Treibladung zur Verfügung steht.
Auch an der Entwicklung einiger Wildcat-Patronen war Keith beteiligt. Einige dieser Patronentypen wurden später als fabrikmäßig produzierte Serienpatronen eingeführt. So wurde die .334 OKH („O’Neil, Keith, Hopkins“), die er zusammen mit Charlie O’Neil und Don Hopkins entwickelte 1958 abgewandelt als .338 Winchester Magnum von Winchester vorgestellt.